# Nueva Compañia del Ferrocarril de Alar a Santander
Nueva Compañia del ferrocarril de Alar a Santander est la nouvelle dénomination de la Sociedad del ferrocarril de Isabel II, devenue effective le 30 mai 1871. Cette société exploitait le chemin de fer d'Alar del Rey à Santander. Le 31 janvier 1874, elle sera annexée par la Compañia de los Caminos de Hierros del Norte qui la rachète pour la somme de 92 702 000 réaux.